# Joan Slonczewski
Œuvres principales
- Série Elysium
- The Highest Frontier

Joan Lyn Slonczewski, née le 14 août 1956 à Hyde Park dans l'État de New York, est une romancière américaine de science-fiction féministe et professeure de microbiologie.

## Biographie
Joan Slonczewski est née le 14 août 1956 à Hyde Park dans l'état de New York. 
Elle obtient en 1977 une licence en biologie du Bryn Mawr College et en 1982 un doctorat en biophysique moléculaire et biochimie de l'Université de Yale. Puis, elle effectue un travail post-doctorat à l'Université de Pennsylvanie étudiant le flux de calcium dans la chimiotaxonomie leucocytaire.                                               
Elle est professeure de microbiologie aux États-Unis spécialisée en génétique. Depuis 1984, elle enseigne au Kenyon College. Elle étudie la microbiologie, la virologie et la biologie dans la science-fiction. Elle publie des travaux de recherche avec des étudiants de premier cycle sur le stress du pH bactérien, financés par la National Science Foundation. Elle étudie les microbes adaptés au froid de l'Antarctique.
Elle est également l'auteure de romans de science-fiction féministe, dont The Highest Frontier et A Door into Ocean, tous deux récompensés par le prix John-Wood-Campbell Memorial,. Dans ses romans, elle écrit sur des femmes scientifiques de couleur et explore diverses sexualités. Le respect de l'environnement est également l'une de ses thématiques principales. 
Joan Slonczewski est également membre des Quakers et le quakerisme est présenté dans plusieurs de ses romans.  

## Carrière littéraire
Joan Slonczewski commence à publier de la science-fiction avec son premier roman, Still Forms on Foxfield, paru en 1980. Le livre raconte l'histoire d'une communauté humaine de Quakers, ayant fui la Terre et ayant établi sur la planète Foxfield une relation saine et respectueuse de l'écologie avec l'espèce indigène. L'auteure traite de thématiques qu'elle développera dans ses autres romans.  
A Door into Ocean est un roman de science-fiction féministe publié en 1986. Il remporte en 1987 le prix John-Wood-Campbell Memorial du meilleur roman de science-fiction. Le livre évoque une alternative  d'une science féministe qui ne se base pas uniquement sur la notion de féminité et remet en question les dichotomies et les hiérarchies et pose l'éthique comme élément central ainsi que le respect de l'environnement,. A Door into Ocean est le premier tome de la série Elysium Chronicles comprenant également Daughter of Elysium (1993), The Children Star (1998) et Brain Plague (2000). 
En 1989, Joan Slonczewski publie Le mur autour d'Eden. L'histoire se déroule sur une Terre dévastée après l'Holocauste où les survivants sont maintenus en vie dans des donjons par une civilisation extraterrestre. L'héroïne finit par découvrir une sorte de jardin d'Eden en orbite. Le thème de l'écologie est là aussi la préoccupation centrale de l'auteure. 
Elle est la seule auteure depuis Fred Pohl à remporter un deuxième prix John-Wood-Campbell Memorial avec The Highest Frontier publié en 2011. The Highest Frontier raconte l'histoire d'une femme cubano-américaine qui va à l'université dans un habitat spatial. Le Frontera College est dirigé par un couple d'hommes, tandis que sur Terre, une lesbienne se présente aux élections présidentielles. Le roman pourrait être le premier volume de la série Frontera. 

## Œuvres

### SérieElysium[1]
1. (en) A Door into Ocean, 1986Prix John-Wood-Campbell Memorial 1987
2. (en) Daughter of Elysium, 1993
3. (en) The Children Star, 1998
4. (en) Brain Plague, 2000

### SérieFrontera[5]
1. (en) The Highest Frontier, 2011Prix John-Wood-Campbell Memorial 2012

### Romans indépendants
- (en) Still Forms on Foxfield, 1980[1]
- (en) The Wall Around Eden, 1989[10]
- (en) Minds in Transit, 2025

### Ouvrages universitaires
- (en) Microbiology : An Evolving Science, 2020, 2017, 2014, 2011, 2009co-écrit avec John W. Foster et Erik R. Zinzer

,
- (en) Microbiology: The Human Experience, 2020, 2018co-écrit avec John W. Foster et Zarrintaj Aliabadi